# Morti nel 1876
| Questa pagina contiene informazioni ricavate automaticamente dalle voci biografiche con l'ausilio del template Bio e di un bot. L'aggiornamento è periodico e automatico e ricostruisce completamente la pagina. Se manca una persona in questa lista, sei pregato di non aggiungerla, ma accertati piuttosto che la sua voce biografica contenga il template Bio e che i dati anagrafici siano correttamente compilati. Se il template Bio manca, inseriscilo tu stesso o, in alternativa, metti l'avviso {{tmp\|Bio}} che ne segnala la mancanza. Se i dati riportati sono sbagliati, correggi direttamente la voce biografica; le modifiche saranno visibili in questa lista entro pochi giorni. Per chiarimenti vedi il progetto biografie. La lista contiene solo le 367 persone che sono citate nell'enciclopedia e per le quali è stato implementato correttamente il template Bio. Pagina aggiornata al 10 ago 2025. |

## Gennaio(27)
- 2 gennaio - Hippolyte-Joseph Cuvelier, pittore francese (n. 1803)
- 2 gennaio - Meta Heusser-Schweizer, poetessa svizzera (n. 1797)
- 3 gennaio - Carlo Laurenti Robaudi, politico e militare italiano (n. 1817)
- 3 gennaio - Luigi Sanvitale, politico e filantropo italiano (n. 1799)
- 4 gennaio - Jules Mohl, orientalista e iranista tedesco (n. 1800)
- 5 gennaio - Luigi Zuccoli, pittore italiano (n. 1815)
- 7 gennaio - Jeanne Haze, religiosa belga (n. 1782)
- 7 gennaio - Raimondo Orrù Lilliu, politico italiano (n. 1795)
- 8 gennaio - August Twesten, teologo tedesco (n. 1789)
- 9 gennaio - Cesare Costa, architetto italiano (n. 1801)
- 10 gennaio - Gordon Granger, generale statunitense (n. 1821)
- 14 gennaio - Modest Andreevič Korf, giurista, bibliotecario e scrittore russo (n. 1800)
- 15 gennaio - Eliza Johnson, first lady statunitense (n. 1810)
- 19 gennaio - Enrico Pollastrini, pittore italiano (n. 1817)
- 19 gennaio - Alphons Seraph von Porcia, nobile e politico italiano (n. 1801)
- 19 gennaio - George Julius Poulett Scrope, geologo, politico e economista inglese (n. 1797)
- 22 gennaio - George Elphinstone Dalrymple, esploratore, funzionario e politico australiano (n. 1826)
- 23 gennaio - Giuseppe Musio, magistrato e politico italiano (n. 1797)
- 23 gennaio - Jonáš Záborský, scrittore, poeta e storico slovacco (n. 1812)
- 24 gennaio - Saverio Grisei, patriota italiano (n. 1811)
- 24 gennaio - Antonio Spagni, patriota e esploratore italiano (n. 1809)
- 26 gennaio - Frédérick Lemaître, attore teatrale francese (n. 1800)
- 27 gennaio - Alessandro Spada, politico e nobile italiano (n. 1800)
- 28 gennaio - Giuseppe Cotta Ramusino, politico e funzionario italiano (n. 1826)
- 28 gennaio - Ferenc Deák, politico ungherese (n. 1803)
- 29 gennaio - Federigo De Larderel, politico italiano (n. 1815)
- 30 gennaio - Anselmo Fauli, vescovo cattolico italiano (n. 1817)

## Febbraio(35)
- 1º febbraio - Carl Heinrich Hopffer, entomologo tedesco (n. 1810)
- 2 febbraio - Anton Baumstark, filologo classico tedesco (n. 1800)
- 2 febbraio - Giuseppe Cappelletti, presbitero e storico italiano (n. 1802)
- 2 febbraio - John Forster, critico letterario, scrittore e biografo inglese (n. 1812)
- 2 febbraio - Alajos Pálffy, generale austro-ungarico (n. 1801)
- 3 febbraio - Bartolomeo Bona, politico italiano (n. 1793)
- 3 febbraio - Gino Capponi, storico, politico e pedagogista italiano (n. 1792)
- 7 febbraio - Karl von Meck, imprenditore russo (n. 1821)
- 7 febbraio - Giuseppe Riva, presbitero e saggista italiano (n. 1803)
- 8 febbraio - Ludwig Redtenbacher, entomologo austriaco (n. 1814)
- 10 febbraio - Reverdy Johnson, politico statunitense (n. 1796)
- 10 febbraio - Eduard von Peucker, generale e politico prussiano (n. 1791)
- 11 febbraio - Louis de Carné, politico, giornalista e storico francese (n. 1804)
- 13 febbraio - Gabriel Andral, medico francese (n. 1797)
- 13 febbraio - Georges Eugène Blanchard, generale francese (n. 1805)
- 13 febbraio - Maurizio Quadrio, patriota italiano (n. 1800)
- 14 febbraio - Costanzo Cantoni, imprenditore italiano (n. 1800)
- 14 febbraio - Andrés Pico, politico e militare messicano (n. 1810)
- 15 febbraio - Rudolph Otto von Budritzki, generale tedesco (n. 1812)
- 16 febbraio - Marco De Gregorio, pittore italiano (n. 1829)
- 17 febbraio - Alphonse Guichenot, zoologo, erpetologo e ittiologo francese (n. 1809)
- 17 febbraio - Giuseppe Angelo Manni, politico italiano (n. 1810)
- 18 febbraio - Adolphe Théodore Brongniart, botanico francese (n. 1801)
- 18 febbraio - Charlotte Cushman, attrice teatrale statunitense (n. 1816)
- 18 febbraio - Agostino Zanelli, avvocato, letterato e filantropo italiano (n. 1788)
- 19 febbraio - Henri Patin, letterato francese (n. 1793)
- 21 febbraio - Marija Nikolaevna Romanova, mecenate e collezionista d'arte russa (n. 1819)
- 22 febbraio - Alberto Ricci, diplomatico e politico italiano (n. 1808)
- 23 febbraio - Filippo Cammarota, arcivescovo cattolico italiano (n. 1809)
- 24 febbraio - Joseph Jenkins Roberts, politico statunitense (n. 1809)
- 26 febbraio - Luigi Luzzi, compositore italiano (n. 1824)
- 28 febbraio - Raimondo Boucheron, compositore e musicologo italiano (n. 1800)
- 28 febbraio - Michele Martino Fardella, patriota e politico italiano (n. 1826)
- 29 febbraio - Remigio Del Grosso, astronomo e poeta italiano (n. 1813)
- 29 febbraio - Joseph van Lerius, pittore belga (n. 1823)

## Marzo(31)
- 2 marzo - Giovanni Maria Borri, pittore italiano (n. 1811)
- 3 marzo - Luigi Borgomainerio, decoratore, disegnatore e illustratore italiano (n. 1834)
- 5 marzo - Marie d'Agoult, scrittrice francese (n. 1805)
- 5 marzo - Francesco Maria Piave, librettista, traduttore e critico d'arte italiano (n. 1810)
- 7 marzo - Giovanni Bellezza, scultore e orafo italiano (n. 1807)
- 7 marzo - Pasquale de Virgiliis, poeta, patriota e politico italiano (n. 1810)
- 8 marzo - Louise Colet, poetessa francese (n. 1810)
- 8 marzo - Giuseppe Oronzo Giannuzzi, fisiologo italiano (n. 1838)
- 13 marzo - Vasilij Matveevič Babkin, navigatore e cartografo russo (n. 1813)
- 13 marzo - Joseph-Daniel Guigniaut, grecista francese (n. 1794)
- 13 marzo - Joseph von Führich, pittore austriaco (n. 1800)
- 17 marzo - Giacinto Avenati, generale italiano (n. 1809)
- 17 marzo - Bernardo Bellini, poeta, drammaturgo e tipografo italiano (n. 1792)
- 18 marzo - Ferdinand Freiligrath, poeta tedesco (n. 1810)
- 19 marzo - Filippo Andrea V Doria Pamphili, nobile e politico italiano (n. 1813)
- 19 marzo - Thomas M'Clintock, farmacista statunitense (n. 1792)
- 20 marzo - Henri Rosellen, pianista, compositore e insegnante francese (n. 1811)
- 22 marzo - John William Fisher, chirurgo britannico (n. 1788)
- 24 marzo - Gregorio Misarti, drammaturgo e giornalista italiano (n. 1805)
- 24 marzo - Antonio Petito, attore teatrale, drammaturgo e regista teatrale italiano (n. 1822)
- 27 marzo - Celeste Menotti, patriota italiano (n. 1802)
- 28 marzo - Joseph Böhm, violinista ungherese (n. 1795)
- 28 marzo - Grigorij Lapčenko, pittore ucraino (n. 1801)
- 28 marzo - Nimfodora Semёnovna Semёnova, attrice teatrale russa (n. 1788)
- 29 marzo - Karl Ferdinand Ranke, filologo classico, grecista e biografo tedesco (n. 1802)
- 29 marzo - Giuseppe Segusini, architetto e urbanista italiano (n. 1801)
- 30 marzo - Antoine Jérôme Balard, chimico francese (n. 1802)
- 30 marzo - Giuseppe Martelli, architetto italiano (n. 1792)
- 30 marzo - Concezio Rosa, medico e paleontologo italiano (n. 1824)
- 31 marzo - Elizabeth Greenfield, cantante statunitense
- 31 marzo - Rudolf Apponyi von Nagy-Appony, diplomatico e nobile austriaco (n. 1812)

## Aprile(26)
- 1º aprile - Eugenio Del Giudice, nobile e politico italiano (n. 1809)
- 1º aprile - Severino Grattoni, architetto, ingegnere e politico italiano (n. 1815)
- 1º aprile - Philipp Mainländer, poeta e filosofo tedesco (n. 1841)
- 2 aprile - Cristiano Lobbia, militare, politico e ingegnere italiano (n. 1826)
- 3 aprile - Friedrich von Berchtold, botanico ceco (n. 1781)
- 3 aprile - Henriette Davidis, scrittrice tedesca (n. 1800)
- 4 aprile - Julius Goltermann, violoncellista e docente tedesco (n. 1825)
- 4 aprile - Maximilian Joseph von Tarnóczy, cardinale e arcivescovo cattolico austriaco (n. 1806)
- 6 aprile - Natale Talamini, presbitero, letterato e patriota italiano (n. 1808)
- 7 aprile - Francesco Guillot, politico italiano (n. 1797)
- 11 aprile - Giovanni Battista Candotti, compositore, organista e presbitero italiano (n. 1809)
- 11 aprile - Baginda Omar di Terengganu, sovrano malese (n. 1806)
- 11 aprile - Ludwig Traube, medico tedesco (n. 1818)
- 13 aprile - Mahendra Singh, principe indiano (n. 1852)
- 14 aprile - Andrej Pavlovič Šuvalov, ufficiale russo (n. 1817)
- 19 aprile - George Lyttelton, IV barone Lyttelton, nobile e politico inglese (n. 1817)
- 19 aprile - Samuel Sebastian Wesley, organista e compositore inglese (n. 1810)
- 19 aprile - William Wilde, chirurgo e oculista irlandese (n. 1815)
- 22 aprile - Isabella Maria di Braganza, principessa portoghese (n. 1801)
- 24 aprile - Jacques Guiaud, pittore francese (n. 1810)
- 24 aprile - Johann Jakob Heller, medico e politico svizzero (n. 1807)
- 25 aprile - Faustino Tanara, patriota e militare italiano (n. 1831)
- 28 aprile - Thomas Aird, poeta e giornalista scozzese (n. 1802)
- 29 aprile - Gennadij Ivanovič Nevel'skoj, navigatore e esploratore russo (n. 1813)
- 30 aprile - Giorgio Asproni, politico italiano (n. 1809)
- 30 aprile - Jean-Rémi Bessieux, missionario e vescovo cattolico francese (n. 1803)

## Maggio(29)
- 1º maggio - Pietro Bigaglia, vetraio italiano (n. 1786)
- 3 maggio - Luis Francisco Benítez de Lugo y Benítez de Lugo, politico spagnolo (n. 1837)
- 5 maggio - Luigi Genina, politico italiano (n. 1806)
- 5 maggio - Frederick Thomas Green, esploratore canadese (n. 1829)
- 5 maggio - Luis de la Lastra y Cuesta, cardinale e arcivescovo cattolico spagnolo (n. 1803)
- 7 maggio - Johann Dominik Mahlknecht, scultore austriaco (n. 1793)
- 7 maggio - Franz von Pocci, illustratore, scrittore e musicista tedesco (n. 1807)
- 8 maggio - Christian Lassen, orientalista norvegese (n. 1800)
- 8 maggio - Truganini, australiana (n. 1812)
- 9 maggio - Karl Wilhelm Gottlieb Leopold Fuckel, micologo tedesco (n. 1821)
- 10 maggio - Charles James Brenham, politico statunitense (n. 1817)
- 12 maggio - Louis-Auguste Bisson, fotografo francese (n. 1814)
- 17 maggio - Carl Hamppe, scacchista e diplomatico svizzero (n. 1814)
- 20 maggio - Willis Arnold Gorman, politico e avvocato statunitense (n. 1816)
- 22 maggio - Wilhelm Eduard Albrecht, giurista tedesco (n. 1800)
- 23 maggio - Janko Kráľ, poeta slovacco (n. 1822)
- 25 maggio - Franz von John, generale e politico austriaco (n. 1815)
- 26 maggio - František Palacký, storico, politico e scrittore ceco (n. 1798)
- 26 maggio - Alois Pokorny von Fürstenschild, generale austriaco (n. 1811)
- 26 maggio - Thomas W. Piper, serial killer canadese (n. 1849)
- 27 maggio - Joseph Bosworth, filologo e linguista inglese (n. 1789)
- 27 maggio - Charles Loiseau-Pinson, imprenditore francese (n. 1815)
- 27 maggio - Harriet Martineau, scrittrice, giornalista e filosofa britannica (n. 1802)
- 27 maggio - Massimiliano IX Giovanni Stampa, nobile e patriota italiano (n. 1825)
- 28 maggio - Adolph Northen, pittore tedesco (n. 1828)
- 29 maggio - Friedrich Christian Diez, filologo tedesco (n. 1794)
- 29 maggio - Michele Coronini Cronberg, nobile italiano (n. 1793)
- 30 maggio - Josef Kriehuber, pittore austriaco (n. 1800)
- 31 maggio - Bonifaz von Haneberg, vescovo cattolico tedesco (n. 1816)

## Giugno(38)
- 1º giugno - Hristo Botev, poeta e giornalista bulgaro (n. 1848)
- 1º giugno - Carolina di Meclemburgo-Strelitz, nobile tedesca (n. 1821)
- 2 giugno - Joseph-Pierre Pétrequin, medico francese (n. 1809)
- 3 giugno - Martin Haug, orientalista tedesco (n. 1827)
- 3 giugno - Angelo Pietrasanta, pittore italiano (n. 1834)
- 4 giugno - Abdul Aziz, sultano ottomano (n. 1830)
- 5 giugno - Giuseppe Argenti, scultore italiano (n. 1811)
- 7 giugno - Errico Alvino, architetto e urbanista italiano (n. 1809)
- 7 giugno - Giuseppina di Leuchtenberg, sovrana svedese (n. 1807)
- 8 giugno - George Sand, scrittrice e drammaturga francese (n. 1804)
- 9 giugno - Gustavo Ponza di San Martino, politico italiano (n. 1810)
- 10 giugno - Julius Heinrich Petermann, orientalista tedesco (n. 1801)
- 11 giugno - Maria Rosa Molas y Vallvé, religiosa spagnola (n. 1815)
- 12 giugno - Ludwig von Holzgethan, politico e nobile austriaco (n. 1800)
- 12 giugno - Neşerek Kadin, nobile (n. 1848)
- 14 giugno - Heinrich Wuttke, storico tedesco (n. 1818)
- 15 giugno - Hüseyin Avni Pascià, generale e politico ottomano (n. 1819)
- 15 giugno - Louis Stromeyer, chirurgo tedesco (n. 1804)
- 16 giugno - Tito Cadolini, patriota e generale italiano (n. 1805)
- 20 giugno - Giorgio Augusto di Meclemburgo-Strelitz, principe (n. 1824)
- 20 giugno - John Neal, scrittore e critico letterario statunitense (n. 1793)
- 21 giugno - Nicolò Biscaccia, letterato, storico e scrittore italiano (n. 1795)
- 21 giugno - Antonio López de Santa Anna, generale e politico messicano (n. 1794)
- 23 giugno - Enrico Bindi, arcivescovo e letterato italiano (n. 1812)
- 23 giugno - Angelo Pometta, medico e politico svizzero (n. 1834)
- 25 giugno - Mitch Bouyer, militare statunitense (n. 1837)
- 25 giugno - James Calhoun, militare statunitense (n. 1845)
- 25 giugno - Boston Custer, esploratore statunitense (n. 1848)
- 25 giugno - George Armstrong Custer, militare statunitense (n. 1839)
- 25 giugno - Thomas Custer, militare statunitense (n. 1845)
- 25 giugno - Coltello Insanguinato, esploratore nativo americano
- 25 giugno - Myles Keogh, militare irlandese (n. 1840)
- 25 giugno - Thomas O. Moore, politico statunitense (n. 1804)
- 25 giugno - Henry Armstrong Reed, statunitense (n. 1858)
- 25 giugno - Charley Reynolds, esploratore statunitense (n. 1842)
- 25 giugno - Alexander Gustav von Schrenk, naturalista tedesco (n. 1816)
- 27 giugno - Christian Gottfried Ehrenberg, naturalista tedesco (n. 1795)
- 28 giugno - August Wilhelm Ambros, compositore e storiografo ceco (n. 1816)

## Luglio(20)
- 1º luglio - Michail Bakunin, anarchico, filosofo e rivoluzionario russo (n. 1814)
- 1º luglio - Wilhelm Ramming von Riedkirchen, militare austriaco (n. 1815)
- 2 luglio - Giuseppe Ferrari, filosofo, storico e politico italiano (n. 1811)
- 5 luglio - Eduard von Alvensleben, politico tedesco (n. 1787)
- 8 luglio - Josef Dessauer, compositore e pianista austriaco (n. 1798)
- 10 luglio - Giovanni Martinez, filantropo italiano (n. 1793)
- 12 luglio - Domenico Angeli, filantropo italiano (n. 1797)
- 13 luglio - Karl von der Gröben, generale prussiano (n. 1788)
- 14 luglio - James Henry, poeta, medico e latinista irlandese (n. 1798)
- 14 luglio - Sidney Rigdon, presbitero statunitense (n. 1793)
- 15 luglio - Juan Pablo Duarte, politico dominicano (n. 1813)
- 15 luglio - Aleksander Fredro, commediografo e poeta polacco (n. 1793)
- 16 luglio - Marija Obrenović, nobile rumena (n. 1831)
- 17 luglio - Francis Conyngham, II marchese di Conyngham, politico e ufficiale britannico (n. 1797)
- 18 luglio - Giulio Rasponi, politico e banchiere italiano (n. 1787)
- 18 luglio - Karl Simrock, poeta e scrittore tedesco (n. 1802)
- 20 luglio - Johann Löwenthal, scacchista britannico (n. 1810)
- 20 luglio - Adrien Gabriel Gaudin de Villaine, generale francese (n. 1800)
- 23 luglio - Henry Deacon, chimico inglese (n. 1822)
- 27 luglio - Thomas Louis Connolly, arcivescovo cattolico irlandese (n. 1814)

## Agosto(23)
- 1º agosto - Vincenzo Santini, scultore e saggista italiano (n. 1807)
- 2 agosto - Wild Bill Hickok, pistolero statunitense (n. 1837)
- 6 agosto - Giuseppe Vacca, giurista, magistrato e politico italiano (n. 1810)
- 7 agosto - Vincenzo Bolmida, imprenditore italiano (n. 1807)
- 8 agosto - Luigi Clerichetti, architetto italiano (n. 1798)
- 10 agosto - Charles Elmé Francatelli, cuoco britannico (n. 1805)
- 10 agosto - Edward William Lane, orientalista, arabista e traduttore britannico (n. 1801)
- 14 agosto - Giovan Battista Albini, ammiraglio italiano (n. 1812)
- 14 agosto - Charles Howard, XVII conte di Suffolk, nobile e politico britannico (n. 1805)
- 15 agosto - John Frederick Lewis, pittore inglese (n. 1805)
- 17 agosto - Maximilian Joseph von Chelius, oculista e chirurgo tedesco (n. 1794)
- 19 agosto - George Smith, assiriologo britannico (n. 1840)
- 21 agosto - Ildefons Cerdà i Sunyer, urbanista e ingegnere spagnolo (n. 1815)
- 21 agosto - Gustav Simon, ginecologo e chirurgo tedesco (n. 1824)
- 23 agosto - Mariano Ricciardi, arcivescovo cattolico italiano (n. 1814)
- 23 agosto - Pietro Vannoni, medico italiano (n. 1802)
- 24 agosto - Paulina Kellogg Wright Davis, attivista e educatrice statunitense (n. 1813)
- 25 agosto - Pierre-Paul de La Grandière, militare francese (n. 1807)
- 27 agosto - Eugène Fromentin, pittore e scrittore francese (n. 1820)
- 27 agosto - Michel Rodange, scrittore e poeta lussemburghese (n. 1827)
- 28 agosto - Giovanni Perrone, presbitero e teologo italiano (n. 1794)
- 29 agosto - Félicien David, compositore francese (n. 1810)
- 30 agosto - Rudolf von Raumer, filologo e linguista tedesco (n. 1815)

## Settembre(19)
- 5 settembre - Manuel Blanco Encalada, ammiraglio e politico cileno (n. 1790)
- 9 settembre - Giovanni Chiarle, politico italiano (n. 1811)
- 9 settembre - Mary Shaw, contralto inglese (n. 1814)
- 11 settembre - Pietro Antonio Corte, storico della filosofia italiano (n. 1804)
- 12 settembre - Henry A. Wise, politico statunitense (n. 1806)
- 12 settembre - Anastasius Grün, poeta e politico austriaco (n. 1806)
- 19 settembre - Salvatore Caricati, insegnante e poeta italiano (n. 1793)
- 19 settembre - Michele Fanoli, incisore e pittore italiano (n. 1807)
- 20 settembre - James Smith, calciatore scozzese (n. 1844)
- 22 settembre - Faustino Joli, pittore italiano (n. 1814)
- 23 settembre - Eugène Despois, giornalista francese (n. 1818)
- 26 settembre - Giuseppe Manuzzi, letterato italiano (n. 1800)
- 27 settembre - Braxton Bragg, generale statunitense (n. 1817)
- 28 settembre - Costache Negri, politico, patriota e scrittore romeno (n. 1812)
- 30 settembre - Federico Albert, presbitero italiano (n. 1820)
- 30 settembre - Henri Bertini, compositore e pianista francese (n. 1798)
- 30 settembre - Angelo Conti, scultore e paleontologo italiano (n. 1812)
- 30 settembre - Erminia Fuà Fusinato, poetessa, educatrice e patriota italiana (n. 1834)
- 30 settembre - Joseph Jacquier-Châtrier, politico francese (n. 1811)

## Ottobre(22)
- 1º ottobre - Ivan Aleksandrovič Chudjakov, etnografo e rivoluzionario russo (n. 1842)
- 1º ottobre - James Lick, mecenate statunitense (n. 1796)
- 1º ottobre - Heinrich von Testa, diplomatico e nobile austriaco (n. 1807)
- 2 ottobre - Alfonso Corti, anatomista italiano (n. 1822)
- 4 ottobre - Johannes Rebmann, missionario e esploratore tedesco (n. 1820)
- 7 ottobre - Georg Heinrich Pertz, storico, archivista e diplomatista tedesco (n. 1795)
- 10 ottobre - George Hay, VIII marchese di Tweeddale, nobile e ufficiale scozzese (n. 1787)
- 10 ottobre - Charles Sainte-Claire Deville, geologo francese (n. 1814)
- 12 ottobre - Raffaello Foresi, letterato italiano (n. 1820)
- 13 ottobre - Giacomo Lomellino D'Aragona, patriota italiano (n. 1820)
- 14 ottobre - Louis Nicolas Lemasle, pittore francese (n. 1788)
- 16 ottobre - Jean-Pierre Cros-Mayrevieille, archeologo e storico francese (n. 1810)
- 16 ottobre - Wolfgang Sartorius von Waltershausen, geologo e astronomo tedesco (n. 1809)
- 18 ottobre - Henri-Gustave Delvigne, militare e inventore francese (n. 1800)
- 18 ottobre - Riccardo Sineo, politico italiano (n. 1805)
- 19 ottobre - Giovanni Baldasseroni, funzionario e politico italiano (n. 1795)
- 19 ottobre - Félix-Auguste Duvert, commediografo e scrittore francese (n. 1795)
- 23 ottobre - Paul Cabet, scultore francese (n. 1815)
- 25 ottobre - Romeo Turola, patriota e militare italiano (n. 1832)
- 26 ottobre - Anton von Prokesch-Osten, diplomatico, politico e numismatico austriaco (n. 1795)
- 27 ottobre - Joseph R. Walker, avventuriero e esploratore statunitense (n. 1798)
- 31 ottobre - Franz Dorotheus Gerlach, filologo classico, storiografo e giurista tedesco (n. 1793)

## Novembre(34)
- 2 novembre - Jean-Joseph Perraud, scultore francese (n. 1819)
- 3 novembre - Augusta Maywood, ballerina statunitense (n. 1825)
- 3 novembre - Giuseppe Pomba, tipografo e editore italiano (n. 1795)
- 4 novembre - Teresa Manganiello, religiosa italiana (n. 1849)
- 4 novembre - Luigi Settembrini, scrittore e patriota italiano (n. 1813)
- 4 novembre - Şehzade Mehmed Burhaneddin, principe ottomano (n. 1849)
- 5 novembre - Giuseppe Cataldi, banchiere e politico italiano (n. 1809)
- 5 novembre - Theodor von Heuglin, ornitologo e esploratore tedesco (n. 1824)
- 6 novembre - Giacomo Antonelli, cardinale italiano (n. 1806)
- 8 novembre - Henry Clark Barlow, scrittore e viaggiatore britannico (n. 1806)
- 8 novembre - Maria Vittoria dal Pozzo della Cisterna, regina (n. 1847)
- 8 novembre - Giles Alexander Smith, generale statunitense (n. 1829)
- 8 novembre - Antonio Tamburini, basso-baritono italiano (n. 1800)
- 9 novembre - Friedrich Wilhelm Ritschl, latinista e filologo classico tedesco (n. 1806)
- 10 novembre - Francesco Cedrelli, politico italiano (n. 1813)
- 10 novembre - Ferdinando Coletti, pianista e compositore italiano (n. 1843)
- 10 novembre - Karl Eichwald, geologo, esploratore e naturalista russo (n. 1795)
- 10 novembre - Etelka Szapáry, nobildonna ungherese (n. 1798)
- 11 novembre - Anna Worsley Russell, botanica e micologa britannica (n. 1807)
- 11 novembre - Giovanni Zoppis, poeta e commediografo italiano (n. 1830)
- 13 novembre - Pietro Antonio Coppola, compositore italiano (n. 1793)
- 14 novembre - Vincenzo Luccardi, scultore italiano (n. 1808)
- 15 novembre - Panfilo da Magliano, religioso italiano (n. 1824)
- 16 novembre - Karl von Baer, biologo, geografo e geologo tedesco (n. 1792)
- 16 novembre - Kazasker Mustafa Izzet Efendi, compositore ottomano (n. 1801)
- 18 novembre - Narcisse Diaz, pittore francese (n. 1807)
- 19 novembre - Giulio Uberti, poeta e patriota italiano (n. 1806)
- 20 novembre - Mariano Benito Barrio Fernández, cardinale spagnolo (n. 1805)
- 23 novembre - Anne Bermingham, nobildonna inglese (n. 1780)
- 23 novembre - Luigi Raffaele De Ferrari, nobile, imprenditore e filantropo italiano (n. 1803)
- 24 novembre - Maria Francesca Rossetti, critica letteraria e educatrice britannica (n. 1827)
- 27 novembre - Karl Wilhelm Pohlke, pittore e matematico tedesco (n. 1810)
- 29 novembre - Giacinto Gigante, pittore e incisore italiano (n. 1806)
- 30 novembre - Behice Sultan, principessa ottomana (n. 1848)

## Dicembre(29)
- 1º dicembre - Josef Kling, compositore di scacchi tedesco (n. 1811)
- 3 dicembre - Samuel Cooper, generale statunitense (n. 1798)
- 3 dicembre - Hermann Goetz, compositore tedesco (n. 1840)
- 3 dicembre - Hermann Köchly, filologo classico tedesco (n. 1815)
- 3 dicembre - Giambattista Scala, mercante e diplomatico italiano (n. 1817)
- 4 dicembre - Giuseppe Pasolini, nobile e politico italiano (n. 1815)
- 4 dicembre - Robert B. Wormald, scacchista e compositore di scacchi britannico (n. 1834)
- 5 dicembre - August Graf von Degenfeld-Schonburg, generale austriaco (n. 1798)
- 7 dicembre - Emilio Cavenaghi, pittore italiano (n. 1852)
- 7 dicembre - Salim bin Thuwaini, sovrano omanita (n. 1839)
- 7 dicembre - Hermann von Barth, alpinista, avvocato e geologo tedesco (n. 1845)
- 8 dicembre - Anton Hansch, pittore austriaco (n. 1813)
- 9 dicembre - John Esmonde, X baronetto, politico irlandese (n. 1826)
- 13 dicembre - Carlo Guasco, tenore italiano (n. 1813)
- 14 dicembre - Francesca Schervier, religiosa tedesca (n. 1819)
- 17 dicembre - Costantino Patrizi Naro, cardinale e arcivescovo cattolico italiano (n. 1798)
- 18 dicembre - Luise Hensel, poetessa e insegnante tedesca (n. 1798)
- 19 dicembre - Meta Brevoort, alpinista statunitense (n. 1825)
- 21 dicembre - Paolo Cortese, politico italiano (n. 1827)
- 21 dicembre - Pietro Giuria, scrittore, poeta e pittore italiano (n. 1816)
- 22 dicembre - Johann Heinrich Heim, medico e politico svizzero (n. 1802)
- 23 dicembre - Raffaele Purpo, vescovo cattolico italiano (n. 1789)
- 24 dicembre - Narcyza Żmichowska, scrittrice e poetessa polacca (n. 1819)
- 25 dicembre - James Warren Nye, politico statunitense (n. 1815)
- 25 dicembre - Manuel de Ascásubi, politico ecuadoriano (n. 1804)
- 27 dicembre - Frederik Paludan-Müller, poeta danese (n. 1809)
- 30 dicembre - Friedrich Wilhelm Schultz, farmacista e botanico tedesco (n. 1804)
- 30 dicembre - Christian Winther, poeta danese (n. 1796)
- 31 dicembre - Caterina Labouré, religiosa francese (n. 1806)

## Senza giorno specificato(34)
- Rosario Anastasi, scultore italiano (n. 1806)
- Luisa Battistotti Sassi, patriota italiana (n. 1824)
- Georgi Benkovski, rivoluzionario bulgaro (n. 1843)
- Alfred-Édouard Billioray, pittore e attivista francese (n. 1841)
- Carlo Maria Bracorens di Savoiroux, nobile e generale italiano (n. 1811)
- Alessandro Callimachi, nobile ottomano (n. 1800)
- Giuseppe Cappellini, architetto italiano (n. 1812)
- Carnoviste, condottiero nativo americano
- Vincenzo Carravieri, medico e patriota italiano (n. 1787)
- Pietro Alessio Chini, pittore e decoratore italiano (n. 1800)
- Charles-Edmond-Henri de Coussemaker, giurista, musicologo e etnologo francese (n. 1805)
- Karl Friedrich Heinrich Credner, geologo tedesco (n. 1809)
- Elia Della Croce, politico italiano (n. 1802)
- Antonio Raffaele Giannuzzi, patriota, generale e fotografo italiano (n. 1818)
- Otto Friedrich Gruppe, filologo classico tedesco (n. 1804)
- Henriette Gudin, pittrice francese (n. 1825)
- Ludwik Maurycy Hirszfeld, anatomista polacco (n. 1816)
- Nanette Kaulla, modella tedesca (n. 1812)
- Ivan Afanas'evič Kuščevskij, scrittore russo (n. 1847)
- Eduard Lumpe, medico austriaco (n. 1813)
- Pasquale Manni, scultore italiano (n. 1796)
- Bartolomeo Muzzone, politico italiano (n. 1808)
- Nicola Nacciarone, pianista, docente e compositore italiano (n. 1802)
- Michael Neher, pittore tedesco (n. 1798)
- Carlo Ortelli Dotti, italiano (n. 1810)
- Andréas Papadópoulos Bretós, scrittore e bibliografo greco (n. 1800)
- Leopoldo Pasqui, architetto e ingegnere italiano (n. 1801)
- Francesco Redenti, disegnatore e pittore italiano (n. 1820)
- Ettore Rolli, botanico e medico italiano (n. 1818)
- Antonio Rossi, patriota italiano (n. 1835)
- Santana, condottiero nativo americano
- John, II Simmons, pittore, illustratore e incisore inglese (n. 1823)
- Anna Volkova, chimica russa
- Yusuf Kamil Pascià, politico ottomano (n. 1808)